# أدمير تيلي
أدمير تيلي (بالألبانية: Admir Teli‏) (2 يونيو 1981 بشقودرة في ألبانيا - ) هو لاعب كرة قدم ألباني في مركز الدفاع. شارك مع منتخب ألبانيا تحت 21 سنة لكرة القدم ومنتخب ألبانيا لكرة القدم. أما مع النوادي، فقد لعب مع أوفتاس سبور ونادي تيرانا ونادي فلازنيا شكودر ونادي قره باغ وKF Elbasani ‏.

## روابط خارجية
- أدمير تيلي على موقع اتحاد تركيا (لاعب) (الإنجليزية)
- أدمير تيلي على موقع قاعدة بيانات كرة القدم.إي يو (الإنجليزية)
- أدمير تيلي على موقع ناشيونال فوتبول تيمز (الإنجليزية)
- أدمير تيلي على موقع Soccerway.com (الإنجليزية)
- أدمير تيلي على موقع عالم كرة القدم.نت (الإنجليزية)
- أدمير تيلي على موقع AS.com (الإسبانية)